# Француска академија
Француска академија (фр. L’Académie française), је институција коју је 1635. основао кардинал Ришеље, за време владавине Луја XIII. Њена основна функција је била да уједначи и усаврши француски језик, и ову функцију је задржала до данас. 
Састоји се од 40 доживотних чланова које у састав бирају дотадашњи чланови. Постоји изузетно правило да се академици могу сменити ако почине неки озбиљан прекршај. Странцима је такође омогућен пријем у академију. Француска академија је интегрисана у Институт Француске од његовог оснивања, и најзначајнија је и најстарија од његових пет академија. Од оснивања кроз Академију је прошло око 700 чланова (719 чланова до 2009). Међу њима су: песници, књижевници, драматурзи, филозофи, историчари, лекари, научници, етнолози, критичари уметности, генерали, државници, свештеници и други знаменити људи.
Академици носе популарно име „бесмртници“ јер је кардинал Ришеље дао Академији крилатицу „За вечност“ (À l’immortalité). Кардинал, у ствари, није имао у виду чланове академије, већ је мислио на француски језик. 
Званична униформа чланова Академије је зелене боје и усвојена је у време Наполеонове реорганизације Француског института. Униформа је богато извезена мотивима златног и зеленог лишћа. Чланови академије добијају и церемонијални мач, који се не додељује женама и свештеницима. Ова униформа се носи само у ретким церемонијалним приликама. 
Књижевница Маргерит Јурсенар је била прва жена изабрана у Француску академију 1980.

## Функције
Академија је основана као краљевска, односно државна институција. Њено оснивање је било део процеса у којем је француски језик проглашен за званични језик Француске државе, основана је државна штампарија и Краљевски, касније Француски колеж (Collège de France). Овај процес је започео краљ Франсоа I, што му је донело ласкаво име „Отац књижевности“ (Père des Lettres).
Члан XXIV статута академије прецизира да је основна функција Академије рад на успостављању правила француског језика, очувању његове чистоће и виталности, што је предуслов за развој науке и уметности. Стога задатак језичког нормирања није чисто административан и оцењивачки, већ се заснива на стриктној примени научне и техничке методологије. 
Академија издаје Речник француског језика и додељује Награду за књижевност на француском језику. Њене одлуке имају велики престиж и значај за регулисање француског језика, али нису по себи обавезујуће. 

### Знаменити Французи који нису били чланови Академије
Жан Жак Русо, Жозеф де Метр, Оноре де Балзак, Рене Декарт, Дени Дидро, Гистав Флобер, Молијер, Марсел Пруст, Жил Верн, Емил Зола